# Maura Soshin O'Halloran
Maura Soshin O'Halloran (Boston, 24 maggio 1955 – Chiang Mai, 22 ottobre 1982) è stata una monaca buddhista e scrittrice irlandese. È conosciuta per il suo libro diario Cuore Puro, Mente Illuminata, che è stato pubblicato postumo ed ha avuto una vasta diffusione, e per essere una delle prime donne occidentali a cui è stato permesso di praticare in un tradizionale monastero Zen giapponese.

## Biografia
O'Halloran nacque a Boston, nel Massachusetts, nel 1955. I suoi genitori tornarono in Irlanda quando lei aveva quattro anni. A Dublino frequentò il Trinity College dove si laureò in economia e sociologia, avvicinandosi politicamente e culturalmente al radicalismo. Poco dopo la laurea viaggiò nel nord del Giappone, dove studiò per diventare monaca Zen sotto la guida del maestro Ban Tetsugyu Soin, che lei rispettava con il titolo onorifico "Go-Roshi". Il 23 novembre 1979, le fu dato il nome Dharma di "Soshin", che significa qualcosa come "Cuore Genuino". 
Nel giugno 1982 completò la cerimonia Denbóshiki che le permise di essere un "oshō", un prete responsabile di un tempio, mentre il suo Hasansai (cerimonia di laurea) si tenne il 7 agosto 1982. Dopo il completamento della sua formazione, O'Halloran e il suo insegnante ebbero un disaccordo: lei sentiva che avrebbe dovuto aprire un tempio buddista in Irlanda mentre lui cercava di farla rimanere in Giappone e alla fine succedergli al tempio di Kannonji. 
Dopo un periodo di tre anni, l'8 agosto 1982, decise di tornare in Irlanda.
Durante il viaggio, il 22 ottobre 1982, morì all'età di 27 anni in un incidente stradale a Chiang Mai, in Thailandia.

### La statua di Kannon
Dopo la sua morte, nel tempio in cui aveva studiato, le venne dedicata una statua di Kannon ai piedi della quale si legge: "Il 10 dicembre 1979, nel tempio di Toshoji, divenne monaca e iniziò 1.000 giorni di pratica Zen continua nei templi di Toshoji e Kannonji. La sua pratica quotidiana includeva tre ore di sonno nella posizione di zazen e venti ore di meditazione al fine di ottenere la salvezza non solo per se stessa ma anche per tutti gli esseri. Il 7 agosto 1982, le è stata riconosciuta ufficialmente la raggiunta illuminazione. Il 22 ottobre, tornando in Irlanda, a Chang Mai, Thailandia, un incidente stradale le ha tolto la vita all'età di 27 anni. Le viene dato il nome postumo di "Grande Signora Illuminata, dello stesso cuore e della stessa mente del Grande Maestro Buddha". Maura è stata una vera incarnazione di Kannon Boddhisattva amata e rispettata per sempre. Dedichiamo qui la statua di Maura Kannon alla sua straordinaria memoria. 15 febbraio 1983 di Tetsugyu So-in, fondatore di Kannonji."
I suoi diari, che scrisse senza l'obiettivo di pubblicarli, quando diventarono di pubblico dominio vennero paragonati all'autobiografia della mistica cattolica Teresa di Lisieux.

## Opere
- Maura Soshin O'Halloran, Cuore Puro, Mente Illuminata Diario di una monaca Zen, Edizioni il Punto d'Incontro, Vicenza, 2003[9]; in francese il libro è stato pubblicato dall'editore Points nel 2015 con il titolo di Coeur pur - Journal zen et lettres de Maura "Soshin" O'Halloran[10], in tedesco nel 2018 da Fisher Digital.[11]